# The Club (catch)
Palmarès
3 fois champion des États-Unis de la WWE –  AJ Styles
2 fois champions par équipe de Raw – The Good Brothers
1 Coupe du monde par équipe de la WWE – The Good Brothers
The Club (également connu sous les noms Bálor Club et The O.C.) est un clan de catcheurs Face, composé d'AJ Styles (leader), de Karl Anderson, de Luke Gallows et de Mia Yim. Il travaille actuellement à la World Wrestling Entertainment, dans la division SmackDown.
Le groupe fut formé le 2 mai 2016, quand Karl Anderson et Luke Gallows s'allièrent avec le face AJ Styles, qui devint heel avant de redevenir face le 11 avril 2017,.Le 1er janvier 2018, Luke Gallows et Karl Anderson deviennent faces en s'alliant avec Finn Bálor qui prend la place de leader et renomme le groupe en Bálor Club.
Le groupe puise ses inspirations d'un autre groupe de catcheurs travaillant actuellement à la New Japan Pro Wrestling et la Ring of Honor, connu sous le nom de Bullet Club, où Styles, Anderson, Gallows et Finn Bálor ont également été membres de ce groupe. Ils reprennent également des gestes et mimiques de la New World Order, particulièrement la gestuelle « turkish wolf » popularisée par The Kliq au milieu des années 1990.

## Histoire

### World Wrestling Entertainment (2016-...)

#### Débuts àRaw, course au titre poids-lourds de la WWE et rivalité avec John Cena (2016)
Luke Gallows a lutté pour la WWE avant 2016 sous les noms de Impostor Kane, Festus, et Luke Gallows avant d’être libéré de la WWE en 2010,.
En janvier 2016, sur WWE.com, il a été annoncé que AJ Styles, Karl Anderson et Luke Gallows étaient en pourparlers pour faire leurs débuts / retour à la World Wrestling Entertainment, quittant ainsi la New Japan Pro Wrestling,. Après des semaines de spéculation, le 20 janvier, il est confirmé qu'AJ Styles a signé avec la WWE. Le 24 janvier au Royal Rumble, il fait ses débuts en entrant dans le Royal Rumble masculin en 3e position, élimine Tyler Breeze et Curtis Axel, avant d'être lui-même éliminé par Kevin Owens après 27 minutes de match. Le lendemain à Raw, il dispute son premier match, dans le show rouge, en battant Chris Jericho. Le 21 février à  Fastlane, il bat le même adversaire par soumission. Le 22 février à Raw, Chris Jericho et lui s'allient, formant Y2AJ et ensemble, ils battent The Social Outcasts (Curtis Axel et Heath Slater). Le 7 mars à Raw, ils ne remportent pas les titres par équipe de la WWE, battus par le New Day (Big E et Kofi Kingston). Après le combat, son désormais ex-partenaire effectue un Heel Turn en l'attaquant dans le dos.
Le 3 avril à WrestleMania 32, il perd face à son ancien équipier. Le 11 avril à Raw, les Good Brothers font leurs débuts, dans le show rouge, en attaquant les Usos. Le 25 avril à Raw, les deux hommes disputent leur premier match en battant les Samoans. Le 1er mai à Payback, AJ Styles ne remporte pas le titre poids-lourds de la WWE, battu par Roman Reigns. Le lendemain à Raw, le Club se forme officiellement et ensemble, ils battent Roman Reigns et les Usos dans un 6-Man Tag Team Match. Le 22 mai à Extreme Rules, les Good Brothers battent les Usos dans un Tornado Tag Team Match. Plus tard dans la soirée, AJ Styles ne remporte pas, une nouvelle fois, le titre poids-lourds de la WWE, battu par le Samoan dans un Extreme Rules Match, malgré l'intervention de ses deux frères en sa faveur. Le 30 mai à Raw, il accueille le retour de John Cena en lui serrant la main, mais effectue un Heel Turn en l'attaquant dans le dos, aidé par ses frères. Le 19 juin à Money in the Bank, il bat John Cena, aidé par une intervention extérieure de ses frères, à la suite de l'évanouissement de l'arbitre.
Le 19 juillet lors du Draft, il est annoncé être officiellement transféré à SmackDown Live, tandis que ses frères resteront à Raw, ce qui marque la séparation du trio. Le 23 juillet à Battleground, ses frères et lui perdent face à Enzo Amore, Big Cass et John Cena dans un 6-Man Tag Team Match. Le 21 août à SummerSlam, il rebat John Cena.

#### Champion de la WWE, champions par équipe deRawet double champion des États-Unis de la WWE (2016-2017)
Le 11 septembre à Backlash, AJ Styles devient le nouveau champion de la WWE en battant Dean Ambrose, remportant le titre pour la première fois de sa carrière. Le 25 septembre à Clash of Champions, les Good Brothers ne remportent pas les titres par équipe de Raw, battus par le New Day.
Le 9 octobre à No Mercy, AJ Styles conserve son titre en battant Dean Ambrose et John Cena dans un Triple Threat Match. Le 30 octobre à Hell in a Cell, les Good Brothers battent Enzo Amore et Big Cass. Le 20 novembre aux Survivor Series, l'équipe Raw (Enzo Amore, Big Cass, The Bar, les Good Brothers, les Shining Stars et le New Day) bat celle de SmackDown (Heath Slater, Rhyno, les Usos, les Hype Bros et American Alpha) dans un 10-on-10 Traditional Survivor Series Elimination Tag Team Match. Plus tard dans la soirée, l'équipe SmackDown (Dean Ambrose, Bray Wyatt, Randy Orton, Shane McMahon et AJ Styles) bat celle de Raw (Braun Strowman, Chris Jericho, Kevin Owens, Roman Reigns et Seth Rollins) dans un 5-on-5 Traditional Man's Survivor Series Elimination Match.  Le 4 décembre à TLC, AJ Styles conserve son titre en battant The Lunatic Frange dans un TLC Match.
Le 29 janvier 2017 lors du pré-show au Royal Rumble, les Good Brothers deviennent les nouveaux champions par équipe de Raw en battant The Bar, remportant les titres pour la première fois de leurs carrières. Plus tard dans la soirée, AJ Styles perd face à John Cena, ne conservant pas son titre. Le 12 février à Elimination Chamber, AJ Styles ne remporte pas le titre de la WWE, battu par Bray Wyatt dans un Elimination Chamber Match, qui inclut également Baron Corbin, Dean Ambrose, John Cena et The Miz. Le 5 mars à Fastlane, les Good Brothers conservent leurs titres en battant Enzo Amore et Big Cass.
Le 2 avril à WrestleMania 33, AJ Styles bat Shane McMahon. Plus tard dans la soirée, les Good Brothers perdent un Fatal 4-Way Tag Team Ladder Match face aux Hardy Boyz, qui inclut également The Bar, Enzo Amore et Big Cass, ne conservant pas leurs titres. Le 4 avril à SmackDown Live, alors que le commissionnaire du show bleu parle du Superstar Shake-Up, AJ Styles dit que le show bleu est sa maison, qu'il ne veut aller nulle part, qu'il a du respect pour ce dernier, et effectue un Face Turn après une poignée de mains avec son patron. Le 30 avril lors du pré-show à Payback, les Good Brothers perdent face à Enzo Amore et Big Cass. Le 21 mai à Backlash, AJ Styles ne remporte pas le titre des États-Unis de la WWE, battu par Kevin Owens par Count Out. Le 18 juin à Money in the Bank, il ne remporte pas la mallette, gagnée par Baron Corbin.
Le 7 juillet lors d'un show au Madison Square Garden à New York, il devient le nouveau champion des États-Unis de la WWE en battant le Canadien, remportant le titre pour la première fois de sa carrière. Le 23 juillet à Battleground, il reperd face ce même adversaire, ne conservant pas son titre. Le 25 juillet à SmackDown Live, il redevient champion des États-Unis de la WWE en battant Kevin Owens et Chris Jericho dans un Triple Threat Match, remportant le titre pour la seconde fois. Le 20 août à SummerSlam, il conserve son titre en battant Kevin Owens.
Le 8 octobre à Hell in a Cell, il perd un Triple Threat Match face à Baron Corbin, qui inclut également Tye Dillinger, ne conservant pas son titre. Le 22 octobre à TLC, il remplace Bray Wyatt, absent à la suite d'une méningite, pour affronter Finn Bálor et perd face à ce dernier. Après le match,  ils se saluent avec le Too Sweet, faisant référence au Bullet Club.

#### Double champion de la WWE, arrivée de Finn Bálor et course aux titres par équipe deSmackDown(2017-2019)

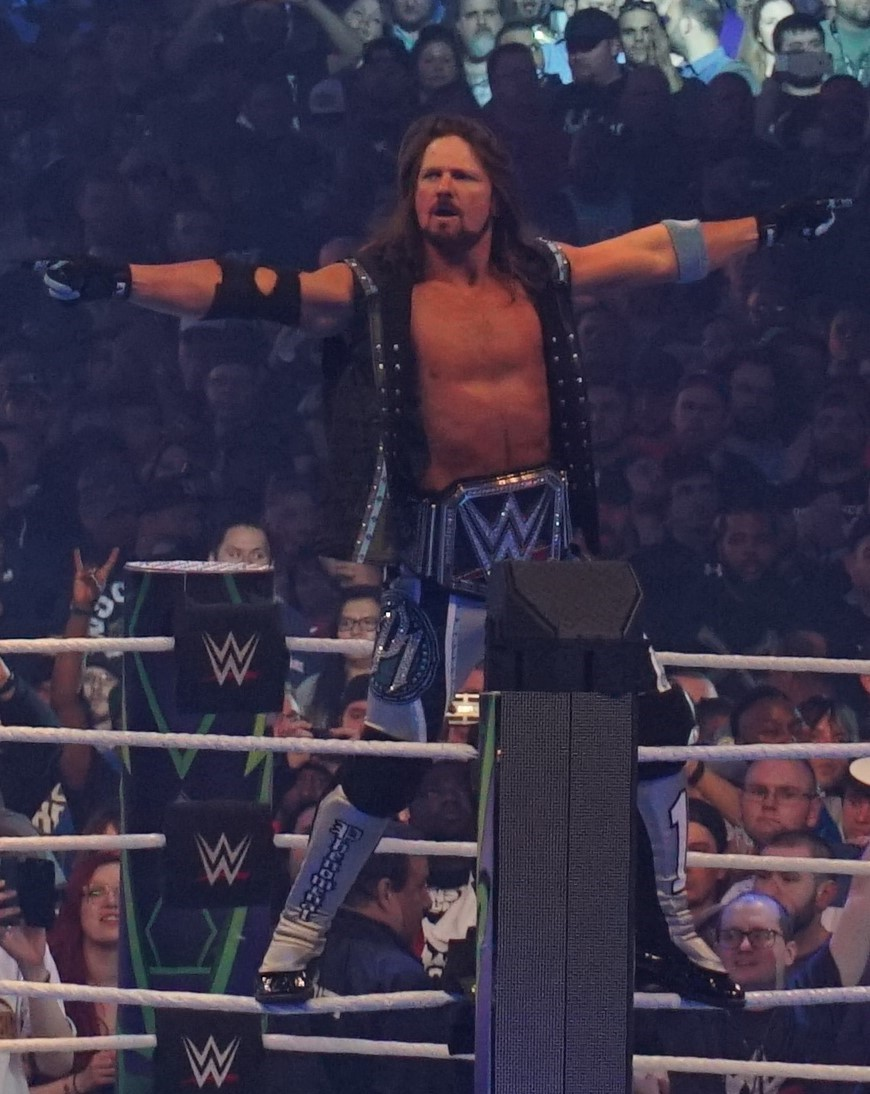
AJ Styles en tant que Champion de la WWE à WrestleMania 34.

Le 7 novembre à SmackDown Live, il redevient champion de la WWE en battant Jinder Mahal, remportant le titre pour la seconde fois, et devenant le premier catcheur à gagner le titre hors du sol américain. Le 19 novembre aux Survivor Series, il perd face à Brock Lesnar dans un Champion vs. Champion MatchLe 12 janvier 2020 lors de Impact Hard to Kill, elle bat Sami Callihan pour devenir la première femme championne du monde de Impact>.[réf. nécessaire]. Le 17 décembre à Clash of Champions, il conserve son titre en battant Jinder Mahal, malgré les nombreuses interventions des Singh Brothers en faveur de son adversaire.
Le 1er janvier 2018 à Raw, les Good Brothers effectuent un Face Turn en s'alliant avec Finn Bálor, et ensemble, les trois hommes battent The Miztourage (Bo Dallas et Curtis Axel) et Elias dans un 6-Man Tag Team Match. Le 28 janvier lors du pré-show au Royal Rumble, les Good Brothers perdent face aux Revival. Plus tard dans la soirée, AJ Styles conserve son titre en battant Kevin Owens et Sami Zayn dans un 1-on-2 Handicap Match. De son côté, Finn Bálor entre dans le Royal Rumble masculin en seconde position, élimine Baron Corbin, Aiden English, Rey Mysterio et Dolph Ziggler, avant d'être lui-même éliminé par John Cena, après 59 minutes sur le ring. Le 25 février lors du pré-show à Elimination Chamber, les Good Brothers battent le Miztourage. Plus tard dans la soirée, Finn Bálor perd un Elimination Chamber Match face à Roman Reigns, qui inclut également Braun Strowman, Elias, John Cena, le Miz et Seth Rollins, ne devenant pas aspirant n°1 au titre Universel de la WWE à WrestleMania 34. Le 11 mars à Fastlane, AJ Styles conserve son titre en battant Baron Corbin, Dolph Ziggler, John Cena, Kevin Owens et Sami Zayn dans un 6-Pack Challenge.
Le 8 avril lors du pré-show à WrestleMania 34, les Good Brothers ne remportent pas la Andre the Giant Memorial Battle Royal, gagnée par "Woken" Matt Hardy. Lors du premier match de la soirée, Finn Bálor ne remporte pas le titre Intercontinental de la WWE, battu par Seth Rollins dans un Triple Threat Match, qui inclut également le Miz. Plus tard dans la soirée, AJ Styles conserve son titre en battant Shinsuke Nakamura. Après le combat, les deux hommes se prennent mutuellement dans les bras, mais son adversaire effectue un Heel Turn en lui portant un Low-Blow et un Kinshasa. Le 17 avril à SmackDown Live, lors du Superstar Shake-Up, les Good Brothers sont annoncés être officiellement transférés au show bleu, ce qui marque la fin de leur alliance avec l'Irlandais qui, de son côté, reste officiellement au show rouge. Le 27 avril au Greatest Royal Rumble, le match entre AJ Styles et Shinsuke Nakamura, pour le titre de la WWE, se termine en Double Count Out, mais The Phenomenal conserve son titre. Plus tard dans la soirée, les Good Brothers entrent dans le Royal Rumble masculin en 21e et 32e positions, mais se font éliminer par Rey Mysterio et Randy Orton. Le 6 mai à Backlash, le match entre AJ Styles et son rival japonais se termine en No Contest, après un double Low-Blow entre les deux hommes, restés au sol jusqu'au compte de 10, mais il conserve son titreLe 12 janvier 2020 lors de Impact Hard to Kill, elle bat Sami Callihan pour devenir la première femme championne du monde de Impact>.[réf. nécessaire]. Le 17 juin lors du pré-show à Money in the Bank, les Good Brothers ne remportent pas les titres par équipe de SmackDown, battus par les Bludgeon Brothers. Plus tard dans la soirée, AJ Styles conserve son titre en battant Shinsuke Nakamura dans un Last Man Standing Match.
Le 15 juillet à Extreme Rules, il conserve son titre en battant Rusev. Le 19 août à SummerSlam, il perd face à Samoa Joe par disqualification, mais conserve son titre. Pendant le combat, son adversaire s'adresse à sa femme et sa fille en disant qu'il va rentrer et que s'il ne peut pas, le Samoan deviendra son nouveau père. À la suite de ces propos, il explose de colère et tabasse Samoa Joe à coups de chaise avant de partir avec sa petite famille. Le 16 septembre à Hell in a Cell, il conserve son titre en battant le même adversaire, à la suite d'une erreur d'arbitrage.
Le 6 octobre à Super Show-Down, il conserve son titre en battant le Samoan par soumission dans un No Disqualification Match. Le 2 novembre à Crown Jewel, il conserve son titre en battant Samoa Joe. Le 13 novembre à SmackDown Live, il perd face à Daniel Bryan, qui effectue un Heel Turn en lui portant un Low-Blow pendant le match, ne conservant pas son titre, après 371 jours de règne. Après le match, il se fait attaquer par ce dernier. Le 18 novembre lors du pré-show aux Survivor Series, l'équipe SmackDown (les Usos, SAnitY, les Good Brothers, The Colóns et le New Day) perd face à celle de Raw (Bobby Roode, Chad Gable, les Revival, la B-Team, Lucha House Party et The Ascension) dans un 10-on-10 Traditional Survivor Series Man's Elimination Tag Team Match. Le 16 décembre à TLC, AJ Styles ne remporte pas le titre de la WWE, battu par le même adversaire.
Le 27 janvier au Royal Rumble, il ne remporte pas le titre de la WWE, battu par "The New" Daniel Bryan, à la suite d'une intervention de Rowan. À la fin du match, il se fait attaquer par son adversaire qui lui porte son Running High Knee. Le 17 février à Elimination Chamber, il ne remporte pas le titre de la WWE, battu par le même adversaire dans un Elimination Chamber Match, qui inclut également Jeff Hardy, Kofi Kingston, Randy Orton et Samoa Joe. 
Le 7 avril à WrestleMania 35, il bat Randy Orton.

#### Retour àRaw, reformation du clan, triple champion des États-Unis de la WWE, doubles champions par équipe deRawet coupe du monde par équipe de la WWE (2019-2020)
Le 15 avril à Raw, lors du Superstar Shake-Up, il est annoncé être officiellement transféré au show rouge. Le 19 mai à Money in the Bank, il ne remporte pas le titre Universel de la WWE, battu par Seth Rollins. Après le combat, les deux hommes échangent une poignée de mains.
Le 1er juillet à Raw, il bat Ricochet une première fois, remportant le titre des États-Unis de la WWE, mais doit rendre le titre, car son adversaire avait le pied sur la première corde lors du tombé, que l'arbitre du combat n'avait pas vu, mais sera prévenu par un de ses collègues. Le match reprend, mais cette fois, il perd. Après le match, les deux hommes se serrent la main, mais il effectue un Heel Turn en attaquant son adversaire par surprise, rejoint ensuite par les Good Brothers, qui attaquent également son opposant, et le trio fait le geste du Too Sweet, reformant le clan. Le 14 juillet à Extreme Rules, accompagné de ses frères, il redevient champion des États-Unis de la WWE en battant Ricochet, remportant le titre pour la troisième fois. Le 29 juillet à Raw, les Good Brothers redeviennent champions par équipe de Raw en battant les Revival et les Usos dans un Triple Threat Tag Team Match, remportant les titres pour la seconde fois. Le 11 août à SummerSlam, accompagné des Good Brothers, AJ Styles conserve son titre en battant le même adversaire. Le 19 août à Raw, les Good Brothers perdent face à Braun Strowman et Seth Rollins, ne conservant pas leurs titres. Le 15 septembre lors du pré-show à Clash of Champions, AJ Styles conserve son titre en battant Cedric Alexander. Après le match, les Good Brothers et lui attaquent son adversaire.
Le 6 octobre à Hell in a Cell, les Good Brothers et lui perdent par disqualification face aux Viking Raiders et à Braun Strowman dans un 6-Man Tag Team Match. Le 31 octobre à Crown Jewel, les Good Brothers remportent la coupe du monde par équipe de la WWE, en battant successivement le New Day et les Viking Raiders dans un Nine-Team Tag Team Turmoil Match. Plus tard dans la soirée, AJ Styles conserve son titre en battant Humberto Carrillo, qui avait remporté le 20-Man Royal Rumble plus tôt dans la soirée. Le 24 novembre aux Survivor Series, il perd un Champion vs. Champion vs. Champion Triple Threat Match face au champion Nord-Américain de NXT, Roderick Strong, qui inclut également le champion Intercontinental de la WWE, Shinsuke Nakamura. Le lendemain à Raw, il perd face à Rey Mysterio, à la suite d'une intervention extérieure de Randy Orton en faveur de son adversaire, ne conservant pas son titre.
Le 26 janvier 2020 au Royal Rumble, il entre dans le Royal Rumble masculin en 18e position, mais se fait éliminer par Edge. Le 27 février à Super ShowDown, il ne remporte pas le Tuwaiq Mountain Trophy, battu par l'Undertaker dans un Gauntlet Match. Le 8 mars à Elimination Chamber, il perd un No Disqualification Match face à Aleister Black, à la suite d'une intervention du DeadMan en faveur de son adversaire. 
Le 4 avril à WrestleMania 36, il perd face à l'Undertaker dans un Boneyard Match. Le 15 avril, la WWE résilie le contrat des Good Brothers.

#### Renaissance du clan et rivalité avec The Judgement Day (2022-...)
Le 16 mai 2022  à Raw, accompagnés de Liv Morgan, AJ Styles et Finn Bálor battent Los Lotharios (Angel et Humberto). Après le combat, leur nouvelle partenaire s'allie officiellement avec eux, en faisant le geste Too Sweet. Le 5 juin à Hell in a Cell, le trio perd face au Judgment Day dans un 6-Person Mixed Tag Team Match. Le lendemain à Raw, le trio se dissout, car l'Irlandais effectue un Heel Turn en rejoignant le clan ennemi, et en devient le leader à la place d'Edge.
Le 10 octobre à Raw, le trio se reforme. En effet, les Good Brothers font leur retour à la World Wrestling Entertainment, 2 ans et 6 mois après leur renvoi, en tant que Face, aux côtés d'AJ Styles, puis les trois hommes provoquent une bagarre avec le trio du Judgment Day (Finn Bálor, Damian Priest et Dominik Mysterio). Le 5 novembre à Crown Jewel, ils perdent face au clan adverse dans un 6-Man Tag Team match. Deux soirs plus tard à Raw, ils reçoivent le renfort de Mia Yim, de retour dans la compagnie un an après son renvoi, qui s'allie officiellement avec eux et attaque Rhea Ripley, ce qui provoque une bagarre générale entre le trio masculin ennemi et eux. Le 26 novembre aux Survivor Series WarGames, AJ Styles prend sa revanche sur l'Irlandais, qui l'avait battu à TLC 5 ans auparavant. Le 31 décembre, il souffre d'une blessure à la cheville, survenue lors d'un Live Event il y a 2 soirs, et doit s'absenter pour une durée indéterminée.
Le 31 mars à WrestleMania SmackDown, Luke Gallows et Karl Anderson ne remportent pas la André the Giant Memorial Battle Royal, gagnée par Bobby Lashley. Le 28 avril à SmackDown, lors du Draft, le quartet est annoncé être officiellement transféré au show bleu par Teddy Long et AJ Styles effectue son retour de blessure après 4 mois d'absence.

## Membres du groupe
| Identité      | Arrivées                               | Départs                   | Notes |
| ------------- | -------------------------------------- | ------------------------- | --- |
| AJ Styles     | 2 mai 2016 16 mai 2022 10 octobre 2022 | 15 avril 2020 6 juin 2022 | 1er leader du groupe 3 fois champion des États-Unis de la WWE 2 fois champion de la WWE 1 fois champion Intercontinental de la WWE 1 fois champion par équipe de Raw |
| Luke Gallows  | 2 mai 2016 10 octobre 2022             | 15 avril 2020             | 1 fois champion par équipe de Raw 1 Coupe du monde par équipe de la WWE                                                                                              |
| Karl Anderson | 2 mai 2016 10 octobre 2022             | 15 avril 2020             | 1 fois champion par équipe de Raw 1 Coupe du monde par équipe de la WWE                                                                                              |
| Finn Bálor    | 1er janvier 2018 16 mai 2022           | 17 avril 2018 6 juin 2022 | 2d leader du groupe 2 fois champion Intercontinental de la WWE 1 fois champion des États-Unis de la WWE 1 fois champion Universel de la WWE                          |
| Liv Morgan    | 16 mai 2022                            | 6 juin 2022               | Première membre féminine du groupe |
| Mia Yim       | 7 novembre 2022                        |                           | Seconde membre féminine du groupe |

## Palmarès
- World Wrestling Entertainment
  - 4 fois Champion des États-Unis de la WWE - AJ Styles (3) et Finn Bálor (1)
  - 3 fois Champion Intercontinental de la WWE - Finn Bálor (2) et AJ Styles (1)
  - 3 fois Champions par équipe de Raw - The Good Brothers (2) et AJ Styles (1)
  - 2 fois Champion de la WWE - AJ Styles
  - 1 fois Champion Universel de la WWE - Finn Bálor
  - Vainqueurs de la Coupe du monde par équipe de la WWE à Crown Jewel - The Good Brothers

## Récompenses des magazines
- Pro Wrestling Illustrated
  - PWI Wrestler of the Year (2016 et 2017) - AJ Styles
  - PWI Match of the Year (SummerSlam 2016) - AJ Styles
  - PWI Most Popular Wrestler of the Year (2017) - AJ Styles

- Wrestling Observer Newsletter
  - Wrestler of the Year (2016) - AJ Styles
  - Most Outstanding Wrestler (2016) - AJ Styles